# 中島健斗
中島 健斗（なかしま けんと、2001年10月15日 - ）は、日本の男子バレーボール選手である。

## 来歴
大阪府高槻市出身。
2017年、東山高等学校に進学。コーチの松永理生に、対応力とセッターとしての力量を驚かれ、チーム構築の中心となった。しかし、2年時の全日本高等学校選手権大会（春高バレー）京都予選を控えた2018年11月初旬、練習中のアクシデントで右肩を脱臼し、春高予選欠場どころか、手術を余儀なくされるほどの重傷を負った。しかし、4か月に及ぶリハビリをこなし、そして、3年時の春高予選では、前年度全国大会優勝の洛南高等学校に勝ち、全国大会出場を果たした。そして、春高全国大会でも優勝を果たし、自身も優秀選手賞を受賞した。
2020年、天理大学に進学。1年時から試合に出場し、3年時からキャプテンを務めた。
2023年、第31回ユニバーシアード代表に選出された。
2023-24シーズン、V.LEAGUE DIVISION1 MEN（V1男子）に所属するVC長野トライデンツの内定選手となった。内定選手としてV1男子の試合に出場し、Vリーグデビューを果たした。
2024年8月、右膝離断性骨軟骨炎で全治6か月の診断を受けた。2025年3月1日のサントリー戦で復帰。高校時代のチームメイトである髙橋藍とSVリーグでの初対戦となった。
2025年、ワールドユニバーシティゲームズ日本代表に選出された。

## 人物
- 高校3年になった頃の練習試合で、チームのエースであった髙橋藍に「何であそこで俺にトスを上げないのか」と強く怒られたことがあり、そのときに、エースの気持ちも考え、重要なところではエースに託すことも必要なんだと学んだという[3]。
- VC長野ではKOA株式会社に所属し、勤務している[9]。

## 球歴
- ユニバーシアード日本代表 - 2023年、2025年

## 所属チーム
- 東山高等学校（2017-2020年）
- 天理大学（2020-2024年）
- VC長野トライデンツ（2024年-）

## 受賞歴
- 2020年 - 全日本高等学校選手権大会 優秀選手賞